# Karin Lednická
Karin Lednická (* 5. února 1969 Karviná) je česká nakladatelka, spisovatelka a překladatelka, dříve pracovala též jako novinářka a publicistka.

## Život
Vyrostla v Havířově; chtěla studovat knihovnictví a žurnalistiku, k čemuž se však nedostala. Po maturitě pracovala v průmyslových podnicích na Ostravsku a Karvinsku. Počátkem 90. let psala pro regionální tisk. Mezi lety 1993 a 1994 studovala v Londýně angličtinu a anglickou historii. Po návratu do Česka dva roky překládala beletrii. V roce 1997 založila nakladatelství Domino, které vydávalo především detektivní romány a thrillery, některé z knih Lednická sama přeložila; roku 2019 Domino koupila společnost Albatros Media a o rok později, v únoru 2020, vyšla Lednické prvotina Šikmý kostel jako prvá publikace jejího nově vzniklého nakladatelství Bílá vrána.
Žije v ostravském Svinově. Má syna Davida a dceru Zuzanu.

## Dílo
- Šikmý kostel: románová kronika ztraceného města: léta 1894–1921. Ostrava: Bílá vrána, 2020. 400 s. ISBN 978-80-88362-00-5.
- Šikmý kostel 2: románová kronika ztraceného města: léta 1921–1945. Ostrava: Bílá vrána, 2021. 608 s. ISBN 978-80-88362-04-3.
- Šikmý kostel 3: Románová kronika ztraceného města: léta 1945–1961. Ostrava: Bílá vrána, 2024. 696 s. ISBN 978-80-88362-16-6.

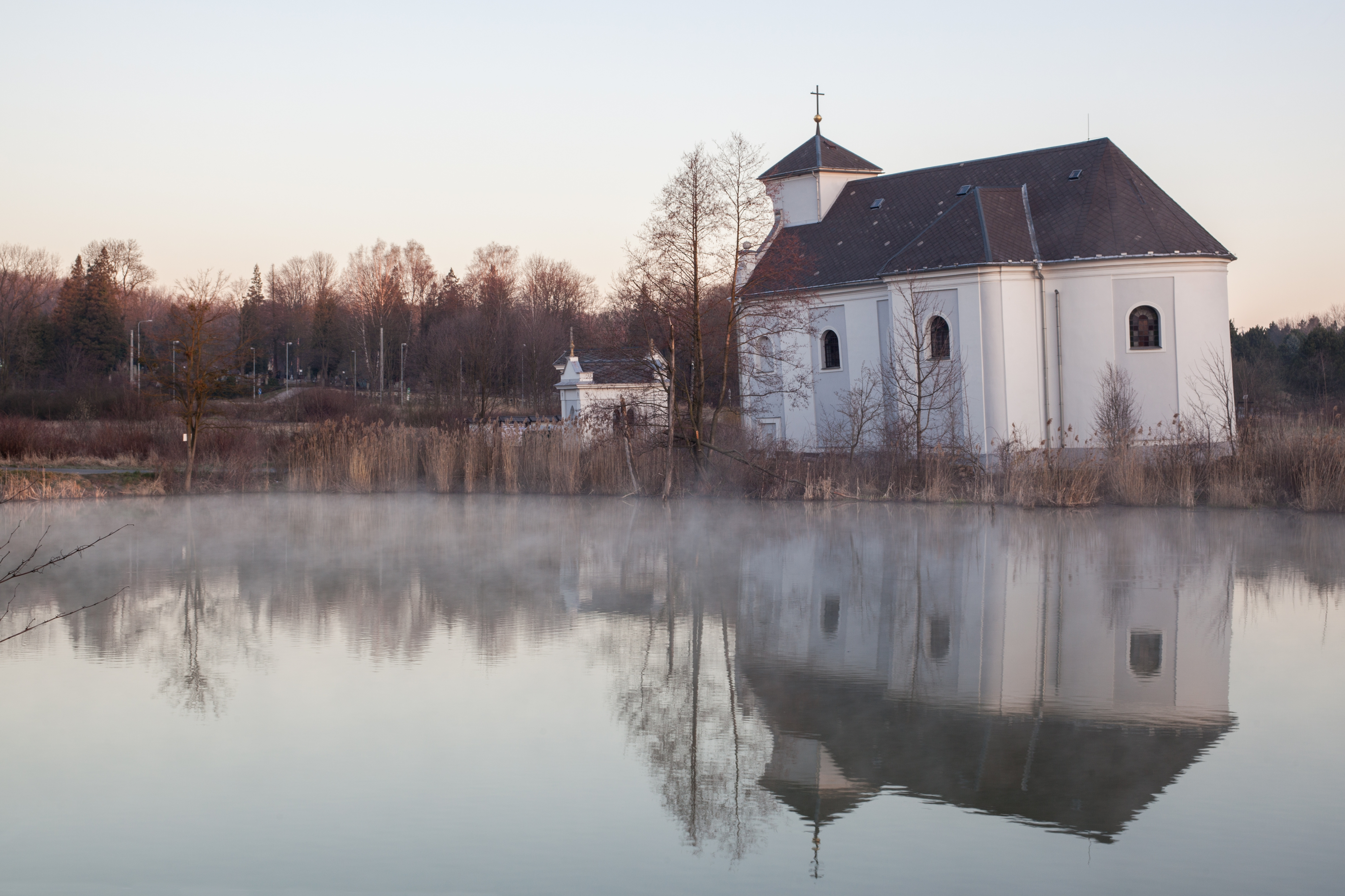
Okolí kostela svatého Petra z Alcantary v někdejší Karvinné je dějištěm románu Šikmý kostel

Román Šikmý kostel, jehož děj se odehrává v Karviné, v okolí titulního kostela svatého Petra z Alkantary, původně Lednická plánovala pojmout jako povídku; po rozsáhlé rešeršní práci z knihy vznikla románová kronika, která je zamýšlena jako první část trilogie. Téhož roku vydali pražští OneHotBook 2CD audioverzi Šikmého kostela, namluvenou Vilmou Cibulkovou. Druhý díl románové kroniky vyšel v lednu 2021; jeho audioverzi vydal v listopadu 2021 Radioservis, v podobě tří kompaktních disků. Třetí díl vyšel v dubnu 2024. Kniha je oceňována i za přínos pro prezentaci regionu Karvinska, jeho dějin, hornictví a osobností, což přispělo i k rozvoji cestovního ruchu.
- Životice: obraz (po)zapomenuté tragédie. Ostrava: Bílá vrána, 2022. 247 s. Dostupné online. ISBN 978-80-88362-08-1. Dokudrama.

Autorka zpracovala okolností životické tragédie, kdy nacisté v odvetě za zabití tří příslušníků gestapa partyzány postříleli 36 mužů ze Životic a okolních obcí. Dalších 17 mužů a žen deportovali do koncentračních táborů.

### Adaptace
Na vlnách Českého rozhlasu Ostrava měla v listopadu 2020 premiéru 14dílná stejnojmenná adaptace, v režii Tomáše Jirmana. Kniha se stala také předlohou pro stejnojmennou inscenaci ostravského Divadla Petra Bezruče. Autorkou dramatizace je dramatička Anna Saavedra. Premiéru měla 22. dubna 2022 a na repertoáru je doposud.

## Veřejná činnost
Karin Lednická se angažovala ve věci hornické krajiny bývalého města Karviná. Spolupracovala na projektu renovace dolu Gabriela a jeho okolí, které nyní prosazuje spolek POHOPARK. Projekt byl podporován náměstkem moravskoslezského hejtmana Jakub Unucka. Důl Gabriela  je nedalekého Šikmého kostela zachráněného před zbouráním díky činnosti aktivistů, církve, města a firmy OKD. Šikmý kostel leží 100 metrů od frekventované silnice I/59 a není tudíž divu, že se zde v létě  zastaví desítky lidí. Je naděje, že z několikaminutové zastávky by mohla být i zastávka delší, pokud by byl Šikmý kostel spojen s dolem Gabriela přírodě blízkým chodníkem. U těžních věží dolu Gabriela vzdálených 5 kilometrů od centra Karviné má být vybudováno turistické informační centrum a restaurace.
Projekt počítal se sítí chodníků, které by byly osazeny panoramatickými fotografiemi, které by umožnily návštěvníkovi seznámit se s podobou města vzniklého v roce 1923. Toto území je jedinou lokalitou na území města Karviná, která připadá v úvahu pro stavbu průmyslové zóny nabízející tisíce pracovních míst. Myšlenka virtuální procházky po nepůvodní krajině stojí proti řešení velké nezaměstnanosti v okrese Karviná.

## Ocenění
- 2020 – absolutní vítěz v anketě Kniha roku[15]
- 2021 – Cena ÚSTR za svobodu, demokracii a lidská práva za mimořádný přínos k reflexi novodobých dějin[16]
- 2024 –  Medaile Za zásluhy I. stupně, za zásluhy o stát v oblasti kultury.